# DJ Arsenal
DJ Arsenal est un disc jockey et chanteur ivoirien, créateur de la danse appelée Shéloubouka.
Son premier album du même nom le révèle au public et s'affiche constamment au hit-parade de la musique ivoirienne, notamment sur les stations de radio ou l'album est joué en boucle.
Les pas de danses enthousiastes et le déhanché constituant le sheloubouka lui valent quelques semaines plus tard une récompense musicale nationale : le prix du meilleur Album Coupé Décalé de l'année aux RTI Music Awards.
Il est aussi connu pour ses apparitions dans les musiques "Attalaku Mega" de DJ Jacob, "Sentiment Moko" de DJ Caloudji et  "Konami" de DJ Mathieu "Onction".

## Vie privée
Il perd son fils unique en septembre 2019

## Discographie
- 2005 : Shéloubouka